# The Music Master (pel·lícula de 1927)

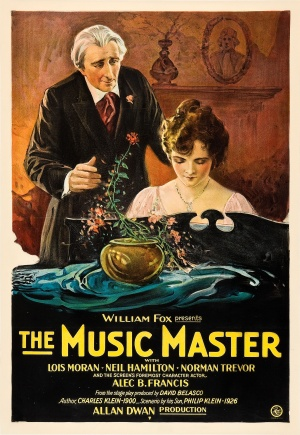
Pòster de la pel·lícula

The Music Master és una pel·lícula muda dirigida per Allan Dwan i protagonitzada per Alec B. Francis i Lois Moran. Està basada en l'obra de teatre The Music Master escrita per Charles Klein i produïda per David Belasco que va ser adaptada al cinema pel seu fill Philip Klein.

## Argument
Anton von Barwig, antic director d'orquestra a Viena, contracta un detectiu perquè cerqui la seva filla que no veu d'ençà que el va abandonar la seva dona fa uns anys. Després que durant anys el detectiu l'hagi espremut, orgullós, rebutja que l'ajudin i de mica en mica s'ha d'anar venent les seves pertinences. Finalment coneix a Helene Stanton, una noia encantadora que en realitat és la seva filla, que el visita per tal que doni classes de música al seu enamorat, Beverly Cruger, un noi d'un talent musical prometedor. En ésser conscient que és la seva filla, Barwig es vol enfrontar al pare adoptiu, que és amb qui s'havia escapat la seva dona. Pensant-ho millor desisteix i no vol que la seva filla sàpiga la veritat per tal de no arruïnar-li l'oportunitat d'ascendir socialment. La filla descobreix la veritat i renuncia a les consideracions socials per reunir-se amb ell.

## Repartiment
- Alec B. Francis (Anton von Barwig)
- Lois Moran (Helene Stanton)
- Neil Hamilton (Beverly Cruger)
- Norman Trevor (Andrew Cruger)
- Charles Lane (Richard Stanton)
- William T. Tilden (Joles)
- Helen Chandler (Jenny)
- Marcia Harris (Miss Husted)
- Kathleen Kerrigan (Mrs. Andrew Cruger)
- Howard Cul (August Poons)
- Armand Cortez (Pinac)
- Leo Feodoroff (Fico)
- Carrie Scott (Mrs. Mangenborn)
- Dore Davidson (prestador)

## Fitxa Tècnica
- Producció: Fox Film Corporation
- Productor: William Fox
- Distribució:Fox Film Corporation
- Nacionalitat: EUA
- Direcció: Allan Dwan
- Ajudant de direcció: Clarence Elmer
- Direcció artística: Sam Corso
- Guió: Philip Klein
- Director de fotografia: George Webber i William Miller
- Vestuari: Emery J. Herrett
- Idioma original: anglès
- Durada: 80 min